# Delta Clipper

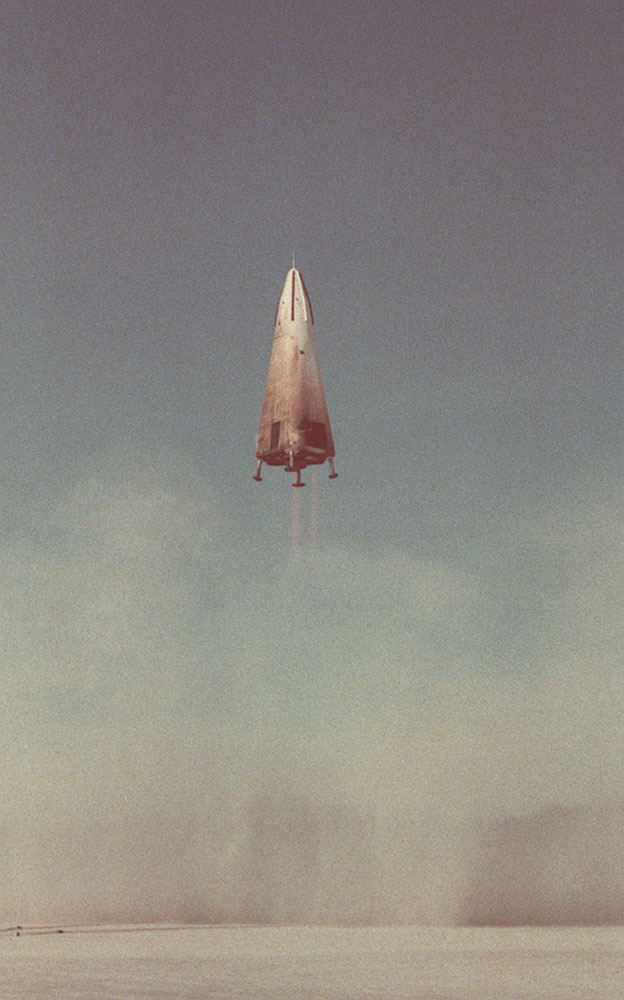
Testflug des DC-XA-Prototyps des Delta Clippers

Der Delta Clipper oder auch DC-X (genaue Bezeichnung McDonnell Douglas DC-X) war ein verkleinerter, unbemannter Prototyp einer einstufigen, wiederverwendbaren Trägerrakete, gebaut von McDonnell Douglas im Auftrag der NASA, des US-Verteidigungsministeriums und der Strategic Defense Initiative Organization (SDIO). Das Fluggerät wurde von vier RL10A-5-Triebwerken angetrieben, die von den Triebwerken der Centaur-Oberstufe abgeleitet waren. Treibstoffe waren flüssiger Wasserstoff und Sauerstoff.

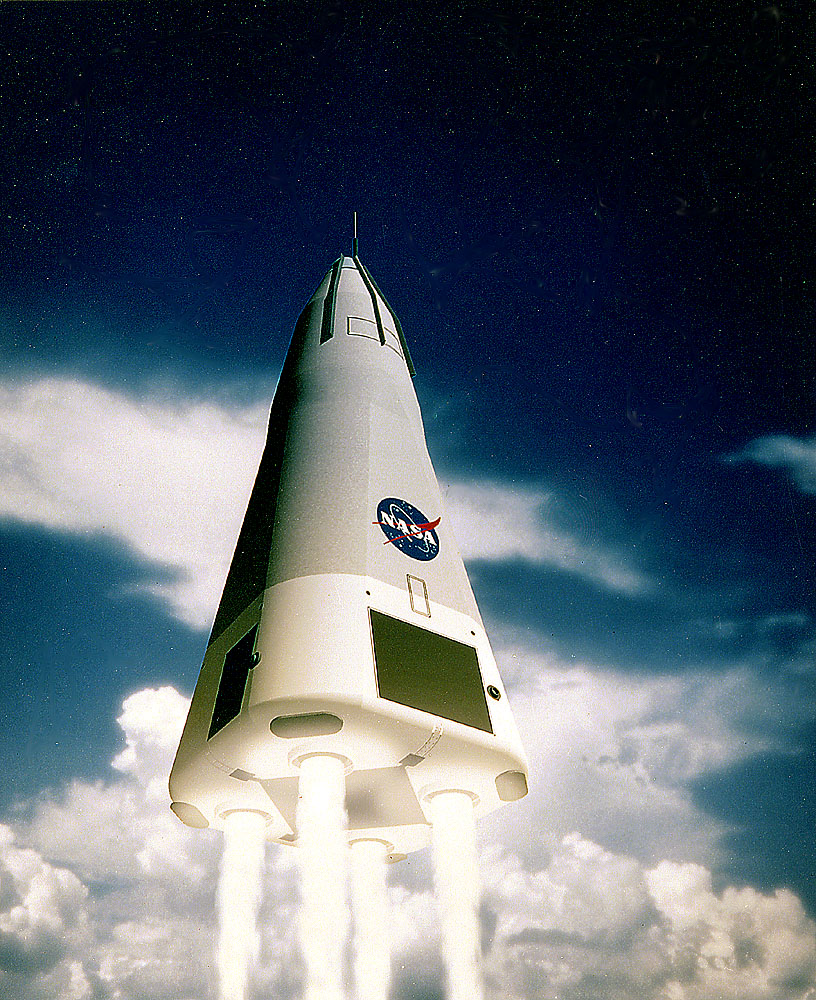
Künstlerische Darstellung des DC-X-Prototyps

Ein Prototyp führte 1993 bis 1995 acht Testflüge durch. Danach wurde der Prototyp in eine modifizierte Konfiguration, die als DC-XA oder auch als Clipper Graham bezeichnet wurde, umgebaut. DC-XA führte insgesamt vier Flüge durch, bei denen er eine Höhe von bis zu 2.500 Meter erreichte. Der Prototyp wurde bei seinem letzten Flug bei der Landung zerstört, als ein Landebein nicht ausgefahren wurde und das Gerät nach dem Aufsetzen umkippte und explodierte. Das Programm wurde daraufhin eingestellt.
Viele ehemalige Mitarbeiter des DC-X Programms sind jetzt beim Projekt Blue Origin beschäftigt. Blue Origin ist ein privates Raumfahrtunternehmen, das vom Amazon-Gründer Jeff Bezos geleitet wird.